# Gunt
Gunt (rusky Гунт) je řeka v Tádžikistánu (Horský Badachšán). Je 296 km dlouhá. Povodí má rozlohu 13 700 km².

## Průběh toku
Pramení na severních svazích Jihoaličurského hřbetu ve Východním Pamíru. Nad ústím řeky Muzduajreksaj nese jméno Gurumdy (Гурумды) a níže až k ústí řeky Bašgumbez Irikjak (Ирикяк) a ještě níže až k ústí do jezera Jašilkul Aličur (Аличур). Pod tímto jezerem se již jmenuje Gunt a protéká úzkou dolinou mezi Rušanským a Šugnanským hřbetem. Ústí u města Chorog zprava do Pjandže (povodí Amudarji).

## Vodní režim
Průměrný průtok vody v ústí u města Chorog činí 106 m³/s.

## Využití
Na řece byla vybudována Chorogská vodní elektrárna.